# Roncador Bank
Roncador Bank (spanisch Banco Roncador) ist eine isoliert gelegene, atollartige Korallenbank im südwestlichen Karibischen Meer.

## Geographie
Roncador Bank liegt etwa auf halber Strecke zwischen Jamaika und Costa Rica, 140 km östlich von Providencia sowie rund 220 km nordöstlich von San Andrés. Die vor allem im Westteil weitgehend versunkene Korallenbank ist etwa 15 km lang, bis zu 6 km breit und bedeckt ein Meeresgebiet von rund 65 km² Fläche. An der nordöstlichen Spitze des Saumriffs liegt der Roncador Cay, der weitaus größte und bedeutendste Cay der Roncador Bank. Auf diesem 600 × 300 m großen Cay befinden sich einige verlassene Gebäude sowie ein 1979 errichteter, rund 25 m hoher Leuchtturm. Der Cay hat keine permanente Bevölkerung, wird jedoch regelmäßig von Fischern aufgesucht.
Auf dem östlichen Saumriff liegen zwei kleine, vegetationslose Sandnehrungen ohne geographischen Eigennamen.

## Geschichte
Roncador Bank tauchte erstmals 1601 unter dem Namen Arrecife Roncadore auf einer holländischen Karte auf. Die Inseln wurden 1856 unter Berufung auf den Guano Islands Act von den Vereinigten Staaten beansprucht und 1949 annektiert. Während der Kubakrise 1962 errichteten die USA zahlreiche militärisch genutzte Gebäude auf Roncador Cay. Am 8. September 1972 wurde eine Vereinbarung über die Übergabe der Roncador Bank sowie zweier weiterer Korallenbänke an Kolumbien getroffen. Die Vereinbarung wurde jedoch erst 1981 durch den US-Senat ratifiziert, so dass am 17. September 1981 die Inseln unter kolumbianische Souveränität kamen und der Provinz San Andrés y Providencia zugeordnet wurden. An den Riffen der Roncador Bank liefen einige Schiffe auf Grund, so im Februar 1894 die Kearsarge oder die panamaische Pamir Sound im Jahr 1991. Am 3. September 2007 passierte der Kategorie-5-Hurrikan Felix die Korallenbank.